# 小行星9673
小行星9673（英語：9673 Kunishimakoto）是一颗围绕太阳公转的小行星。1997年10月25日，大友哲在藤枝市发现了此天体。
这颗小行星的绝对星等为108.4901544126848等。